# Missing in Action 2: The Beginning
Desaparecido en combate 2 (título original: Missing in Action 2: The Beginning) es una película de acción estadounidense de 1985 dirigida por Lance Hool y protagonizada por Chuck Norris. La cinta fue estrenada el 1 de marzo de 1985 en Norteamérica. Es una precuela de la película de 1984 Missing in Action (1984).

## Sinopsis
Diez años antes de liberar a los prisioneros de guerra de un general brutal, el coronel James Braddock (Chuck Norris) estuvo en un campo de prisioneros norvietnamitas dirigido por el sádico coronel Yin (Soon-Teck Oh), que obliga a los prisioneros de guerra a cultivar opio para un narco francés llamado François (Pierre Issot).

## Reparto
| Actor                 | Personaje       |
| --------------------- | --------------- |
| Chuck Norris          | James Braddock  |
| Soon-Tek Oh           | Yin             |
| Steven Williams       | David Nester    |
| Bennett Ohta          | Ho              |
| Cosie Costa           | Mazilli         |
| Joe Michael Terry     | Opelka          |
| Christopher Cary      | Emerson         |
| John Wesley           | Frankie         |
| David Chung           | Dou Chou        |
| Professor Toru Tanaka | Lao             |
| Sergio Kato           | Doble de riesgo |